# Данило Пантић
Данило Пантић (Рума, 26. октобар 1996) српски је фудбалер.

## Каријера
Пантић је поникао у Јединству из Руме одакле је као дете прешао у Партизан и под надзором Ивана Костадиновића и Илије Завишића постао један од најталентованијих играча у генерацији 1996. За први тим црно-белих је дебитовао 26. маја 2013. у последњем колу Суперлиге 2012/13. на мечу против Спартака. У игру је ушао у 70. минуту заменивши Волкова. За црно-беле је у периоду од маја 2013. до јула 2015. године одиграо 24 утакмице и постигао два гола.
Пантић је отишао из Партизана у пролеће 2015. године, пошто није желео да потпише нови професионални уговор са матичним клубом. Партизан га је одстранио из такмичарске екипе, суспендовао и дао повод Фудбалском савезу Србије да учини исто, па је играч пропустио шансу да са репрезентацијом до 20 година постане првак света на Светском првенству до 20 година 2015. године на Новом Зеланду.
У лето 2015. Пантић је прешао у Челси. Енглези су га одмах дали Витесеу на позајмицу. Тамо је одиграо само шест утакмица у Ередивизији и 11 у Лиги младих тимова (три гола). У августу 2016. је позајмљен Екселсиору где је током сезоне 2016/17. одиграо девет утакмица без постигнутог гола. У јуну 2017. Челси га је поново позајмио, овога пута матичном Партизану где ће играти на једногодишњој позајмици. У лето 2018, позајмица је продужена на још годину дана. За две сезоне на позајмици у Партизану, Пантић је одиграо 63 првенствене утакмице и постигао 10 голова. Освојио је два Купа Србије.
У завршници прелазног рока 2019. године, Пантић одлази на позајмицу у Фехервар. У мађарском клубу је провео једну полусезону, након чега је позајмица раскинута. Сезону 2020/21. је провео на позајмици у Чукаричком. По завршетку такмичарске 2020/21, Пантићу је истекао уговор са Челсијем. У јуну 2021. године се вратио у Партизан и као слободан играч потписао трогодишњи уговор.

## Репрезентација
У јуну 2019. године, селектор младе репрезентације Србије Горан Ђоровић је уврстио Пантића  на коначни списак играча за Европско првенство 2019. године у Италији и Сан Марину. Србија је завршила такмичење већ у групној фази са три пораза из три утакмице. Пантић је на прве две утакмице против Аустрије и Немачке играо у стартној постави, док је на трећем мечу против Данске био на клупи.

## Трофеји

### Партизан
- Суперлига Србије (2) : 2012/13, 2014/15.
- Куп Србије (2) : 2017/18, 2018/19.